# 李長青 (乾隆進士)
李长青（？—？），湖北黄冈人，清朝官員。
乾隆十三年（1748年）戊辰科進士。乾隆三十四年（1769年）接替肖震生，署南汇县知县一职，同年由程兆选接任。